# Municipio de Barclay (Minnesota)
El municipio de Barclay (en inglés: Barclay Township) es un municipio ubicado en el condado de Cass en el estado estadounidense de Minnesota. En el año 2010 tenía una población de 559 habitantes y una densidad poblacional de 14,46 personas por km².

## Geografía
El municipio de Barclay se encuentra ubicado en las coordenadas 46°46′3″N 94°22′27″O / 46.76750, -94.37417. Según la Oficina del Censo de los Estados Unidos, el municipio tiene una superficie total de 38.66 km², de la cual 36,04 km² corresponden a tierra firme y (6,77 %) 2,62 km² es agua.

## Demografía
Según el censo de 2010, había 559 personas residiendo en el municipio de Barclay. La densidad de población era de 14,46 hab./km². De los 559 habitantes, el municipio de Barclay estaba compuesto por el 99,11 % blancos y el 0,89 % eran de una mezcla de razas. Del total de la población el 0,18 % eran hispanos o latinos de cualquier raza.